# Bolbelasmus horni
Bolbelasmus horni là một loài bọ cánh cứng trong họ Geotrupidae. Loài này được Rivers miêu tả khoa học năm 1886.